# Kalendarium historii Rumunii
Kalendarium historii Rumunii – uporządkowany chronologicznie, począwszy od czasów najdawniejszych aż do współczesności, wykaz dat i wydarzeń z historii Rumunii oraz jej krain historycznych: Wołoszczyzny, Mołdawii, Dobrudży i Siedmiogrodu.

## Czasy najdawniejsze
- 106 – Rzymianie podbili Dację[1].
- V w. – pierwsi Słowianie pojawili się na terytorium dzisiejszej Rumunii[1].

## Średniowiecze
- IX w. – Madziarzy zajęli Siedmiogród[1].
- X w. – ziemie mołdawskie weszły w skład Rusi Kijowskiej[1].
- XIV w. – założono hospodarstwa Mołdawii i Wołoszczyzny[1].
- 1387–1497 – Mołdawia stała się lennem Polski[1].
- 1386–1418 – panowanie Mirczy Starego na Wołoszczyźnie[2].
- 1441–1456 – János Hunyady został wojewodą Siedmiogrodu[2].

## Nowożytność
- 1457–1504 – Stefan Wielki został hospodarem Mołdawii[2].
- 1497 – Jan Olbracht przeprowadził wyprawę wojenną na Mołdawię[1].
- 1593–1601 – rządy Michała Walecznego na Wołoszczyźnie – tymczasowe zjednoczenie trzech państw rumuńskich[1].
- 1613–1629 – Gábor Bethlen został księciem Siedmiogrodu[2].
- 1629–1648 – Jerzy I Rakoczy został władcą Siedmiogrodu[2].
- 1648–1660 – Jerzy II Rakoczy został władcą Siedmiogrodu[2].
- 1690 – Habsburgowie przejęli władzę w Siedmiogrodzie[2].
- 1704 – Franciszek Rakoczy został księciem Siedmiogrodu[2].
- 1775 – Austria zajęła Bukowinę[1].
- 1806–1812 – okupacja Rumunii przez Rosję[1].
- 1812 – Rosja zajęła Besarabię[1].
- 1856 – traktat paryski zachował zwierzchnictwo Turcji nad Mołdawią i Wołoszczyzną[1].
- 1858 – powzięto decyzję o połączeniu księstw naddunajskich w Zjednoczone Księstwa Mołdawii i Wołoszczyzny[1].
- 1859 – Aleksander Jan Cuza został hospodarem Mołdawii i Wołoszczyzny[1].
- 1861 – Aleksander Jan Cuza doprowadził do zjednoczenia Mołdawii i Wołoszczyzny, tworząc tym samym Rumunię[1].
- 1866 – Karol I Hohenzollern-Sigmaringen został władcą Rumunii[1].
- kwiecień 1877 – Rumunia proklamowała niepodległość[1].

## 1877–1989
- sierpień 1877 – Rumunia wzięła udział w wojnie rosyjsko-tureckiej, popierając w niej Rosję[1].
- marzec 1878 – traktat w San Stefano, Rumunia uzyskała dostęp do morza[3].
- lipiec 1878 – kongres berliński uznał niepodległość Rumunii[1].
- 1881 – Rumunia stała się monarchią[1].
- 1913 – Rumunia wzięła udział w II wojnie bałkańskiej, w wyniku której zajęła bułgarską Dobrudżę[1].
- 1916 – Rumunia przystąpiła do I wojny światowej po stronie Ententy[1].
- 5 marca 1918 – Rumunia podpisała zawieszenie broni[4].
- 7 maja 1918 – Rumunia podpisała pokój, kończąc tym samym udział w I wojnie światowej[4].
- 1 grudnia 1918 – Rumunia odzyskała Siedmiogród[5].
- 1919–1920 – traktaty w Saint-Germain-en-Laye, Trianon i Neuilly-sur-Seine uregulowały rumuńskie granice[1].
- 3 marca 1921 – Rumunia podpisała sojusz z Polską[6].
- 9 lutego 1934 – powstała Ententa Bałkańska, w której znalazła się Rumunia[7].
- 10 lutego 1938 – Karol II objął władzę dyktatorską[5].
- czerwiec 1940 – Rumunia odstąpiła od Besarabii i Bukowiny na rzecz ZSRR[1].
- sierpień 1940 – Rumunia odstąpiła Węgrom północny Siedmiogród[1].
- wrzesień 1940 – Rumunia oddała Bułgarii Dobrudżę[1].
- wrzesień 1940 – Karol II abdykował na rzecz syna Michała; Michał I wraz z generałem Ionem Antonescu włączył Rumunię do grupy państw Osi[1].
- styczeń 1941 – III Rzesza zajęła Rumunię[8].
- 23 sierpnia 1944 – wybuchło powstanie w Bukareszcie, w wyniku którego obalono Antonescu[1].
- 25 sierpnia 1944 – przejście Rumunii na stronę aliantów[1].
- 1944 – powstał Blok Narodowo-Demokratyczny (w którego w skład wchodzili: komuniści, socjaldemokraci, liberałowie i caraniści); w październiku komuniści odeszli z Bloku, tworząc tym samym Front Narodowo-Demokratyczny[1].
- 1944–1965 – rządy Gheorghe’a Gheorghiu-Deja[1].
- luty 1945 – powołano komunistyczny rząd Petru Grozy[1].
- 1946 – w wyniku sfałszowania wyników wyborów komuniści zdobyli większość mandatów do zgromadzenia narodowego[1].
- luty 1947 – Rumunia podpisała układ pokojowy w Paryżu, w wyniku którego Rumunia odzyskała Siedmiogród[1].
- 30 grudnia 1947 – komuniści zmusili Michała I do abdykacji[1].
- 30 grudnia 1947 – proklamowano Rumuńską Republikę Ludową[1].
- 1948 – Wielkie Zgromadzenie Narodowe uchwaliło konstytucję i ustawy nacjonalizujące przemysł, komunikację i banki[1].
- 1949 – Rumunia została członkiem RWPG[1].
- 1949–1962 – przeprowadzono kolektywizację rolnictwa[1].
- 1955 – Rumunia wstąpiła do Układu Warszawskiego i ONZ[1].
- 1965 – uchwalono nową konstytucję[1].
- 1967–1989 – rządy Nicolae Ceaușescu[1].
- 21 sierpnia 1968 – przed budynkiem Komitetu Centralnego Rumuńskiej Partii Komunistycznej zwołano gigantyczny wiec, podczas którego Ceaușescu wygłosił częściowo improwizowane przemówienie, w którym wezwał Rumunów do obrony przed radziecką inwazją[9].
- lata 80. XX w. – kryzys gospodarczy[1].
- 14 grudnia 1989 – w Jassach doszło do nieudanej próby zorganizowania manifestacji przeciwko dyktaturze[9].
- 15 grudnia 1989 – wybuchły protesty polityczne w Timișoarze[9].
- 17 grudnia 1989 – w Timișoarze służby bezpieczeństwa dowodzone przez generała Victora Stănculescu użyły broni w celu stłumienia protestów – zginęło ponad 60 osób[10].
- 18 grudnia 1989 – w Timișoarze ponownie wybuchły walki[9].
- 19 grudnia 1989 – rozpoczął się strajk miejscowych fabryk[9].
- 20 grudnia 1989 – w Timișoarze powstał Rumuński Front Demokratyczny; tego samego dnia dowódcy wojskowi odmówili dalszego mordowania Rumunów[9].
- 21 grudnia 1989 – przed budynkiem KC RPK Nicolae Ceaușescu wygłosił przemówienie, podczas którego demonstranci krzyczeli „Precz z Ceaușescu”; tego samego dnia wybuchły walki w Bukareszcie[9].
- 22 grudnia 1989 – w Bukareszcie wybuchły protesty, w których wzięły udział dziesiątki tysięcy ludzi; nowo mianowany głównodowodzący armii wydał rozkaz powrotu wojskowych do koszar; Nicolae Ceaușescu uciekł helikopterem z oblężonego przez demonstrantów gmachu Komitetu Centralnego; aresztowano go kilka godzin po ucieczce. Władzę w kraju przejął Front Ocalenia Narodowego, a tymczasowym prezydentem został Ion Iliescu[9].
- 25 grudnia 1989 – Nicolae Ceaușescu wraz z żoną Eleną zostali rozstrzelani[9].
- grudzień 1989 – przywrócono system wielopartyjny[1].

## Czasy najnowsze
- 28 stycznia 1990 – podczas pierwszej mineriady górnicy rozpędzili uczestników protestów antykomunistycznych[11].
- luty 1990 – odbyła się druga mineriada, podczas których górnicy rozpędzili uczestników antyrządowych manifestacji[11].
- 20 maja 1990 – odbyły się wybory parlamentarne i prezydenckie. Zgodnie z oficjalnymi wynikami Front Ocalenia Narodowego zdobył 67%, a jego kandydat na prezydenta – Ion Iliescu – 85%[11].
- 13–17 czerwca 1990 – podczas trzeciej mineriady górnicy zabili ośmiu uczestników antykomunistycznych protestów[11].
- 21 listopada 1991 – Rumunia uchwaliła nową konstytucję[12].
- grudzień 1991 – podczas czwartej mineriady obalono rząd Petre Romana[10].
- 1996 – prezydentem został Emil Constantinescu[1].
- 1999 – odbyły się dwie ostatnie mineriady[11].
- 2000 – Ion Iliescu został ponownie wybrany na prezydenta[13].
- 2001 – przyjęto ustawę reprywatyzacyjną[1].
- 2004 – Rumunia przystąpiła do NATO[1].
- 2004 – Traian Băsescu został wybrany na prezydenta[13].
- 2005 – Rumunia podpisała traktat akcesyjny z UE[1].
- 1 stycznia 2007 – Rumunia przystąpiła do Unii Europejskiej.
- 2009 – Traian Băsescu został ponownie wybrany na prezydenta[13].
- luty 2017 – wybuchły protesty społeczne przeciwko korupcji[14].